# Bronikowo, Tỉnh West Pomeranian
Bronikowo [brɔniˈkɔvɔ] (tiếng Đức: Brunk) là một ngôi làng thuộc khu hành chính của Gmina Mirosławiec, thuộc hạt Wałcz, West Pomeranian Voivodeship, ở phía tây bắc Ba Lan. Nó nằm khoảng 9 kilômét (6 mi) về phía đông nam Mirosławiec, 20 km (12 mi) về phía tây của Wałcz và 108 km (67 mi) về phía đông của thủ đô khu vực Szczecin.
Trước năm 1945, khu vực này là một phần của Đức. Đối với lịch sử của khu vực, xem Lịch sử của Pomerania.